# Signmark
Signmark, pseudonimo di Marko Vuoriheimo (Helsinki, 26 giugno 1978), è un rapper finlandese, membro della comunità sorda.
È stato il primo rapper sordo finlandese a partecipare all'Eurovision Song Contest 2007.

## Biografia
Nato nel 1978 in Finlandia. Scoraggiato da un maestro di musica, che secondo l'insegnante era impossibile che un sordo potesse realizzare delle canzoni e sentire la musica.
Molte canzoni sono cantate in SVK ed in ASL. È membro di un gruppo con altri due udenti: MCmahtohapa e Sulava.

## Filmografia
- Marko's Diary (documentario, 2018)

## Discografia
Le canzoni sono in lingua dei segni finlandese o in lingua dei segni americana
- Signmark (2006)
- Breaking The Rules (2010)
- Silent Shot (2014)
- Dream Awake (2018)